# 23988 Maungakiekie
23988 Maungakiekie (1999 RB) là một tiểu hành tinh vành đai chính được phát hiện ngày 2 tháng 9 năm 1999 bởi I. P. Griffin ở Auckland.